# Mämmi

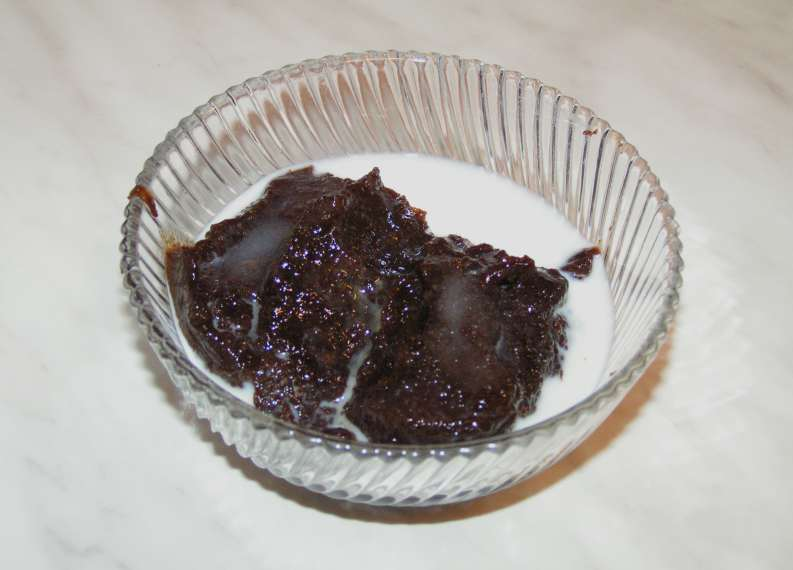
Uma taça de mämmi

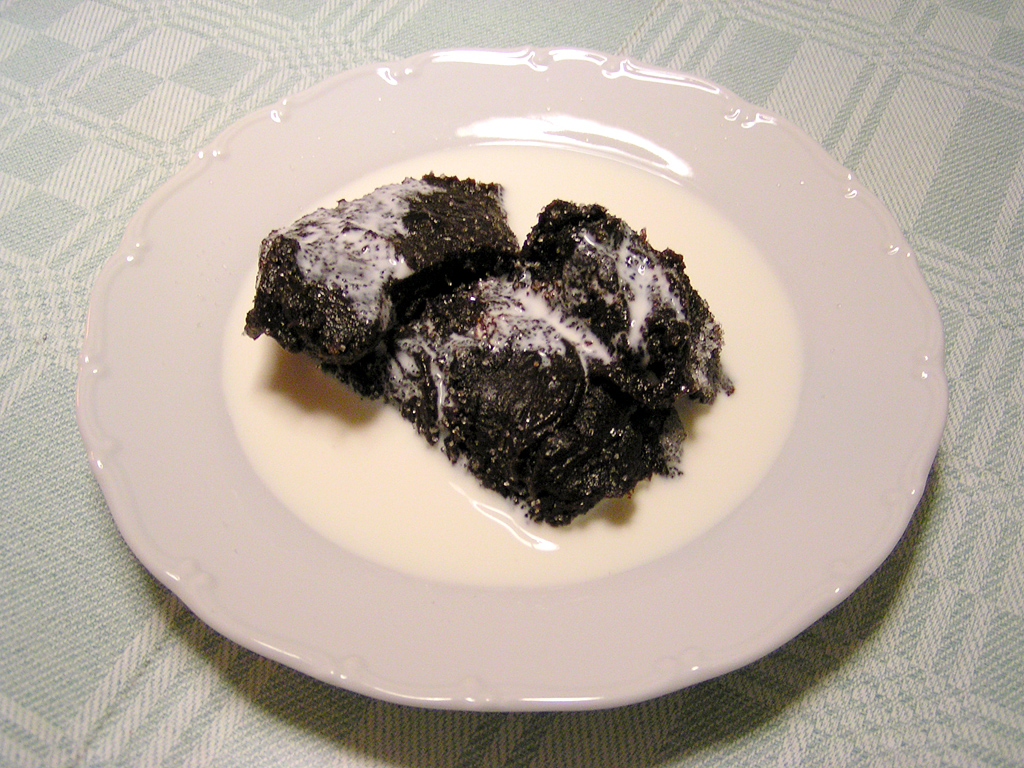
Mämmi com natas e açúcar

Mämmi é um doce de Páscoa tradicional da culinária da Finlândia. É também conhecido por memma, em sueco.
É preparado com água, farinha de centeio e malte de centeio, temperados com melaço escuro, sal e casca de laranja seca. A mistura é deixada a repousar, de forma adoçar de forma lenta e natural, antes de ser cozida no forno. A preparação demora muitas horas e, após a cozedura, o mämmi é guardado refrigerado durante 3 a 4 dias até estar pronto para ser consumido.
O mämmi era tradicionalmente guardado em pequenas taças feitas de cortiça de bétula, chamadas tuokkonen. As embalagens comerciais ainda apresentam atualmente uma textura a fazer lembrar a cortiça de bétula.
Normalmente, o mämmi é consumido frio com natas e açúcar, molho de baunilha ou gelado de baunilha. É também frequentemente barrado em fatias de pão.
Existe uma associação dedicada ao mämmi, cujo fundandor afirma existirem cerca de 50 receitas que incluem mämmi nos seus ingredientes.

## História
O mämmi foi referido pela primeira vez no século XVI, num texto em latim. Alguns autores afirmam que tem sido consumido no sudoeste da Finlândia desde o século XIII.
Originalmente, o mämmi era consumido na quaresma. As suas propriedades laxantes eram associadas com purifigação. Como o doce se mantém fresco durante vários dias, era também adequado para a sexta-feira santa, numa época em que cozinhar nesse dia ia contra a norma religiosa.
Atualmente, o mämmi é sobretudo produzido em massa, estando disponível durante todo o ano nas lojas de comida finlandesas.